# Smith & Wesson
 Smith & Wesson  (NASDAQ: SWHC

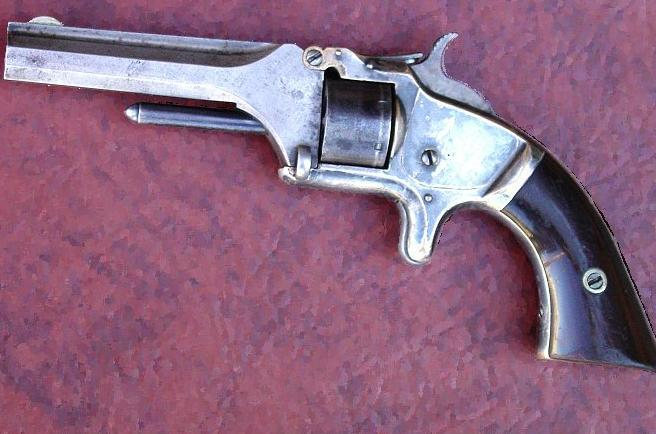
Smith & Wesson Model 1 Second Issue, 22 Rimfire Post 1857.

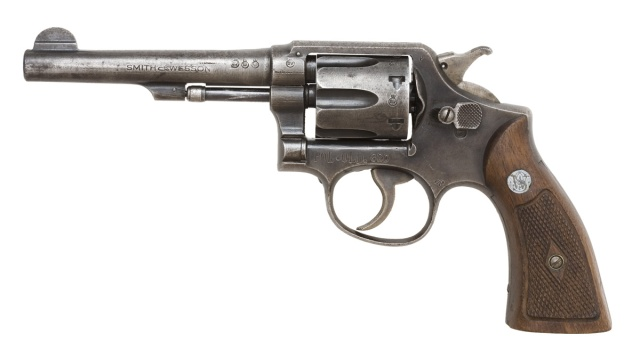
Smith & Wesson Model 10 calç. 38

) ( S & W ) és el major fabricant de pistoles dels Estats Units. La seu de la corporació es troba a Springfield, Massachusetts. Fundada el 1852, les pistoles i revòlvers de Smith & Wesson s'han convertit en un equipament estàndard de la policia i de les forces armades en nombrosos països. Han estat utilitzades per tiradors esportius i han aparegut en nombroses pel·lícules de Hollywood, especialment la S & W Model 29 a la pel·lícula  Dirty Harry  (Harry el Brut) interpretada per Clint Eastwood. Smith & Wesson és reconeguda pels nombrosos tipus de munició que ha desenvolupat al llarg de la seva història, i molts tipus de municions són identificats amb sigles que fan esment al nom de la companyia.
Smith & Wesson va ser fundada per Horace Smith i Daniel B. Wesson com a "Smith & Wesson Revolver Company" l'any 1856 després que la seva empresa anterior, també anomenada "Smith & Wesson Company" i després rebatejada com a " Volcanic Repeating Arms ", es vengués. a Oliver Winchester i es va convertir en la Winchester Repeating Arms Company.

## Història
Horace Smith i Daniel B. Wesson van fundar la Smith & Wesson Company a Norwich, Connecticut el 1852 per desenvolupar el rifle Volcanic. Smith va desenvolupar un nou cartutx volcànic, que va patentar el 1854. La Smith & Wesson Company va ser rebatejada com a Volcanic Repeating Arms el 1855 i va ser comprada per Oliver Winchester. Smith va deixar l'empresa i va tornar al seu Springfield natal, Massachusetts, mentre que Wesson va romandre com a director de planta amb Volcanic Repeating Arms durant 8 mesos. Volcanic Repeating Arms va quedar insolvent a finals de 1856, després de la qual cosa es va reorganitzar com a New Haven Arms Company l'abril de 1857 i, finalment, com a Winchester Repeating Arms Company el 1866.

### Smith & Wesson Revolver Company
Com que la patent de Samuel Colt sobre el revòlver havia de caducar el 1856, Wesson va començar a desenvolupar un prototip per a un revòlver de cartutx. La seva investigació va assenyalar que un antic empleat de Colt anomenat Rollin White tenia la patent d'un cilindre "avorrit", un component que necessitaria per al seu invent. Wesson es va tornar a connectar amb Smith i els dos socis es van acostar a White per fabricar una combinació de revòlver i cartutx de disseny recent. Després que Wesson abandonés Volcanic Repeating Arms el 1856, es va unir a Smith per formar la Smith & Wesson Revolver Company que es convertiria en la moderna companyia Smith & Wesson.
En lloc de fer de White un soci de la seva empresa, Smith & Wesson li va pagar una regalia de 0,25 dòlars per cada revòlver que fabricaven. Aquest acord va deixar a White responsable de defensar la seva patent, la qual cosa finalment va portar a la seva ruïna financera, mentre que va ser molt avantatjosa per a Smith & Wesson.

### Segle XIX
Els revòlvers de Smith & Wesson van tenir una gran demanda amb l'esclat de la Guerra Civil Americana, ja que els soldats de tots els rangs d'ambdós bàndols del conflicte van fer compres privades dels revòlvers per a la defensa personal.
Les comandes del revòlver Smith & Wesson Model 1 van superar les capacitats de producció de la fàbrica. El 1860, el volum de demanda va superar la capacitat de producció, així que Smith & Wesson es va expandir a una nova instal·lació i va començar a experimentar amb un disseny de cartutx nou més adequat que el .22 Short que havia estat utilitzant.
Al mateix temps, el disseny de l'empresa estava sent infringit per altres fabricants, fet que va provocar nombroses demandes presentades per Rollin White. En molts d'aquests casos, part de la restitució es va produir en la forma de que el delinqüent es va veure obligat a estampar "Fabricat per Smith & Wesson" als revòlvers en qüestió.

### Segles XX-XXI
La moderna Smith & Wesson havia estat propietat anteriorment de Bangor Punta i Tomkins plc abans de ser adquirit per Saf-T-Hammer Corporation el 2001. Smith & Wesson va ser una unitat d'American Outdoor Brands Corporation del 2016 al 2020, fins que l'empresa es va escindir el 2020.
El 30 de setembre de 2021, Smith & Wesson va anunciar plans per traslladar la seva seu a Maryville, Tennessee el 2023, citant un entorn empresarial desfavorable a Massachusetts.

## Revòlvers destacats

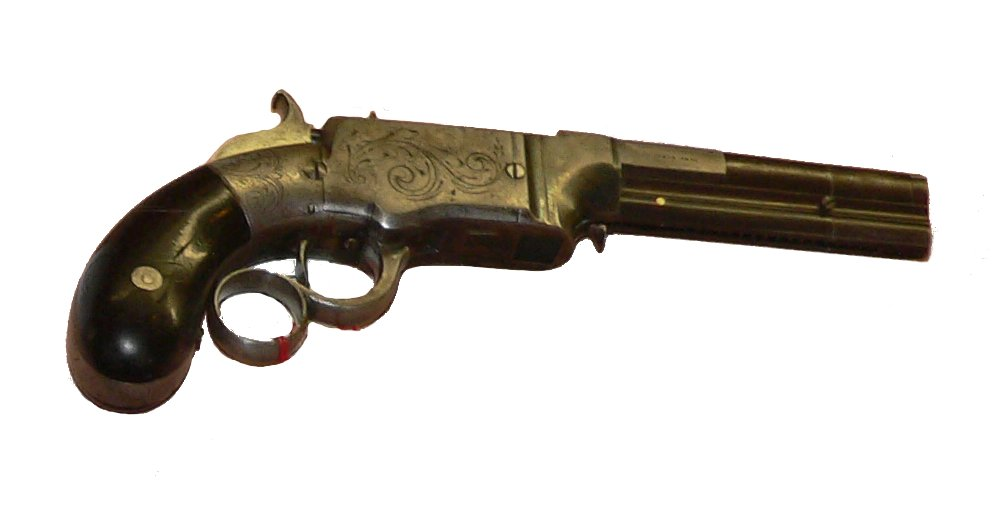
Smith & Wesson  Volcanic , calibre 31, entre 1854-1855
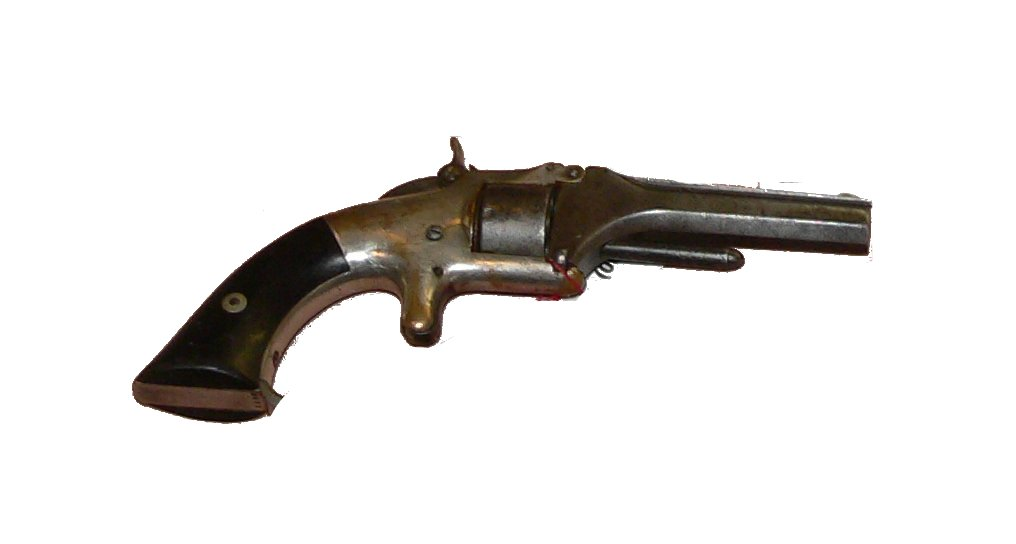
Smith & Wesson Model 1, calibre 22
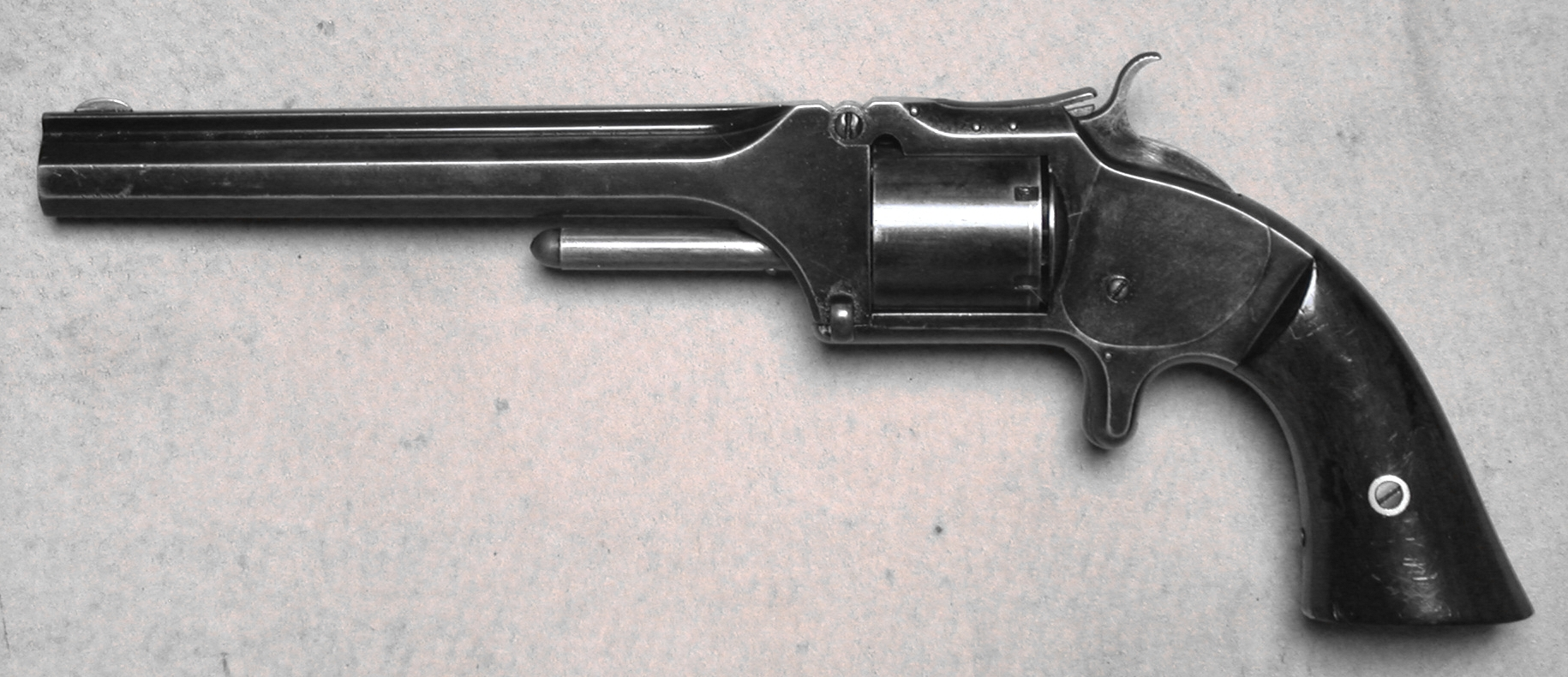
Smith & Wesson Army No 2, fab. 1863, calibre 32 Rimfire
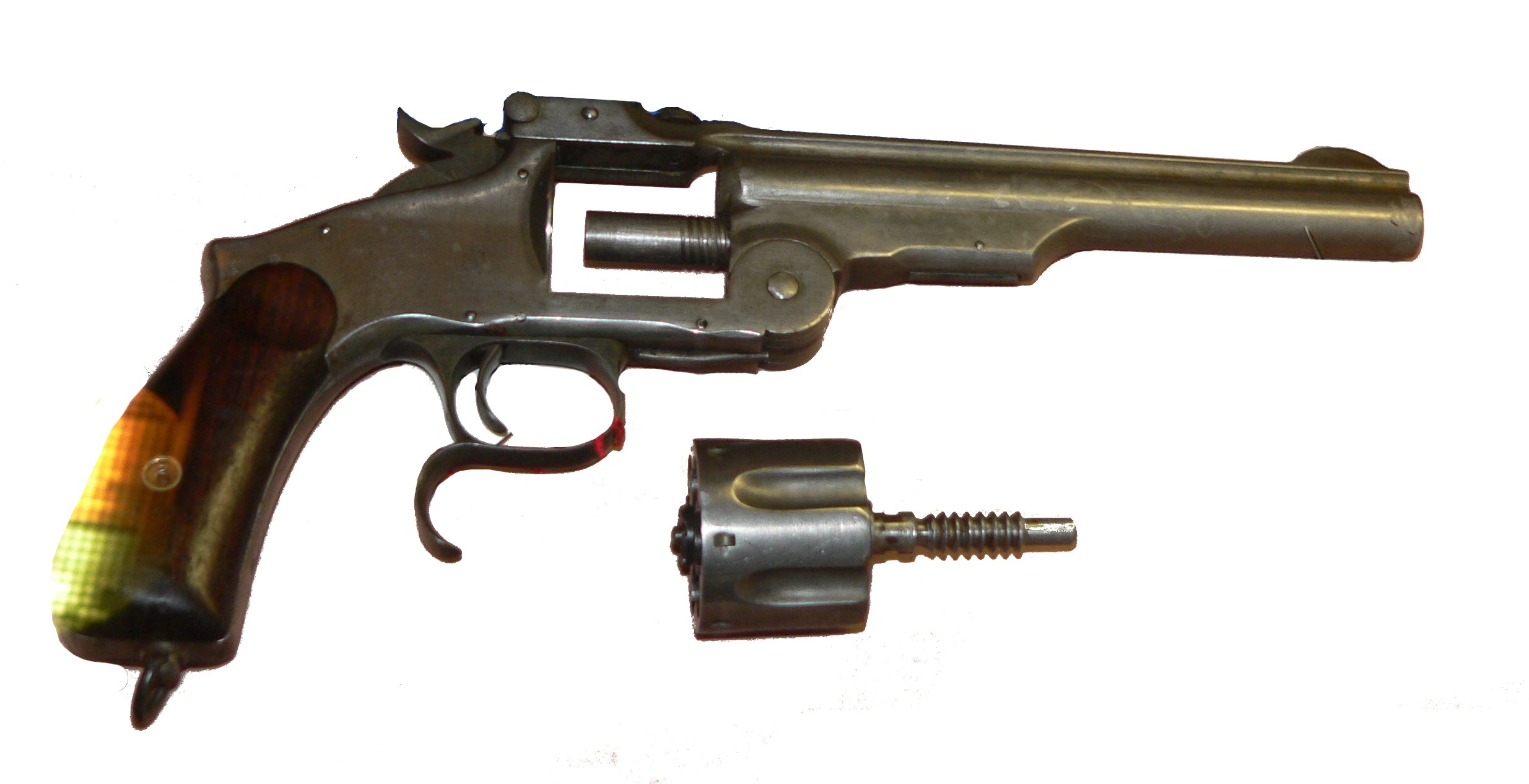
Smith & Wesson Model 3, Calç 44, entre 1874-1878
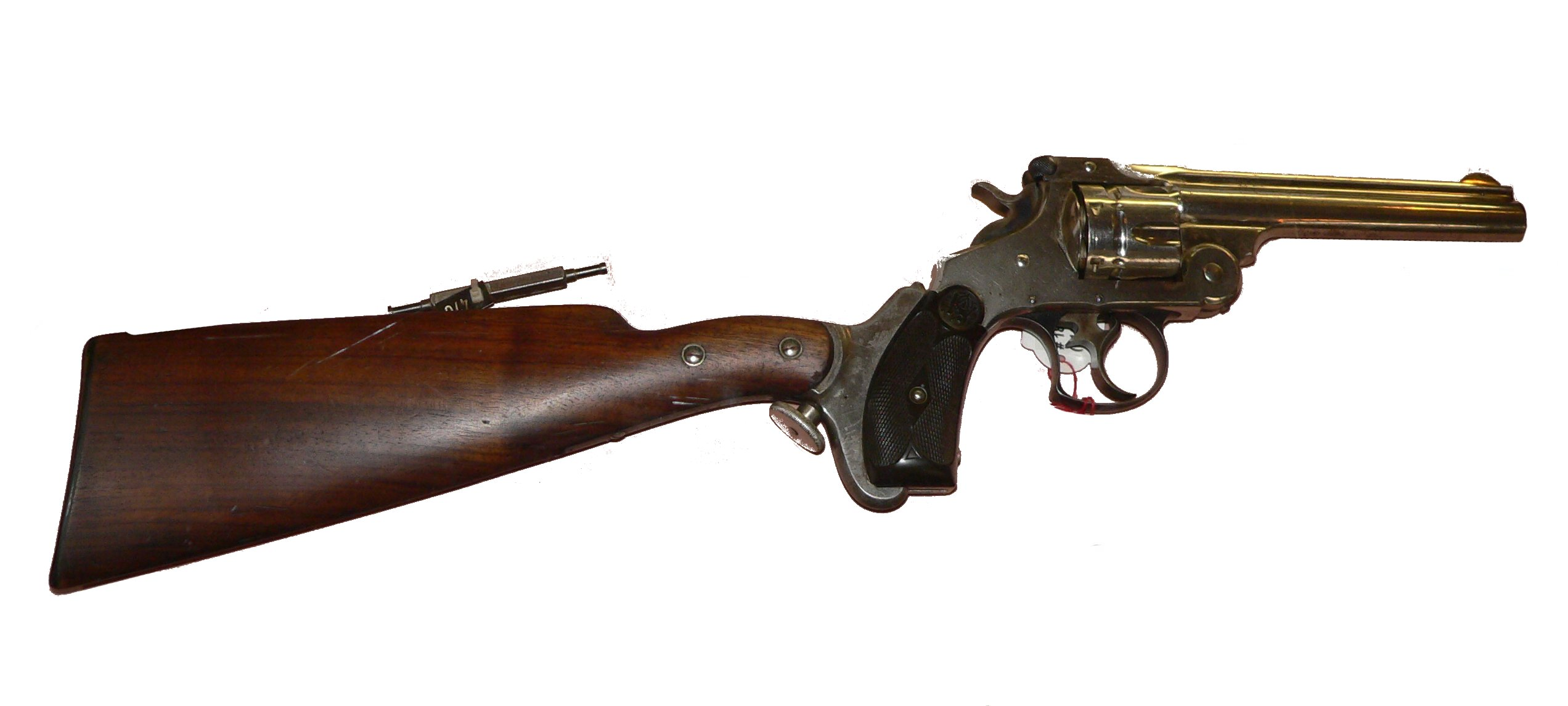
Smith & Wesson Model 3, Calç 44, entre 1881-1923
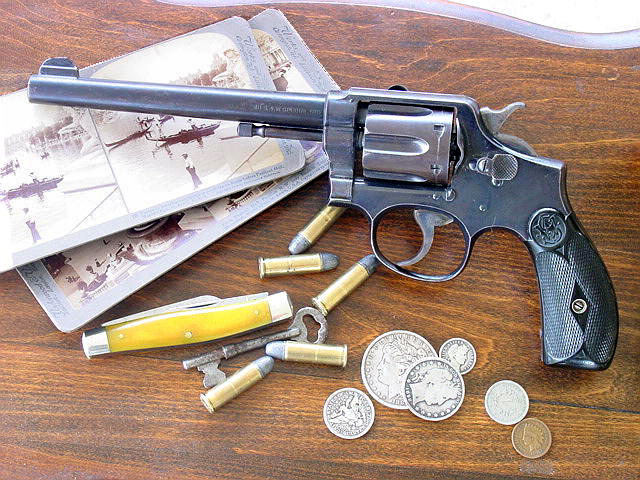
Smith & Wesson 38 Model Especial 1899 Ejector a mà Militar i Policia
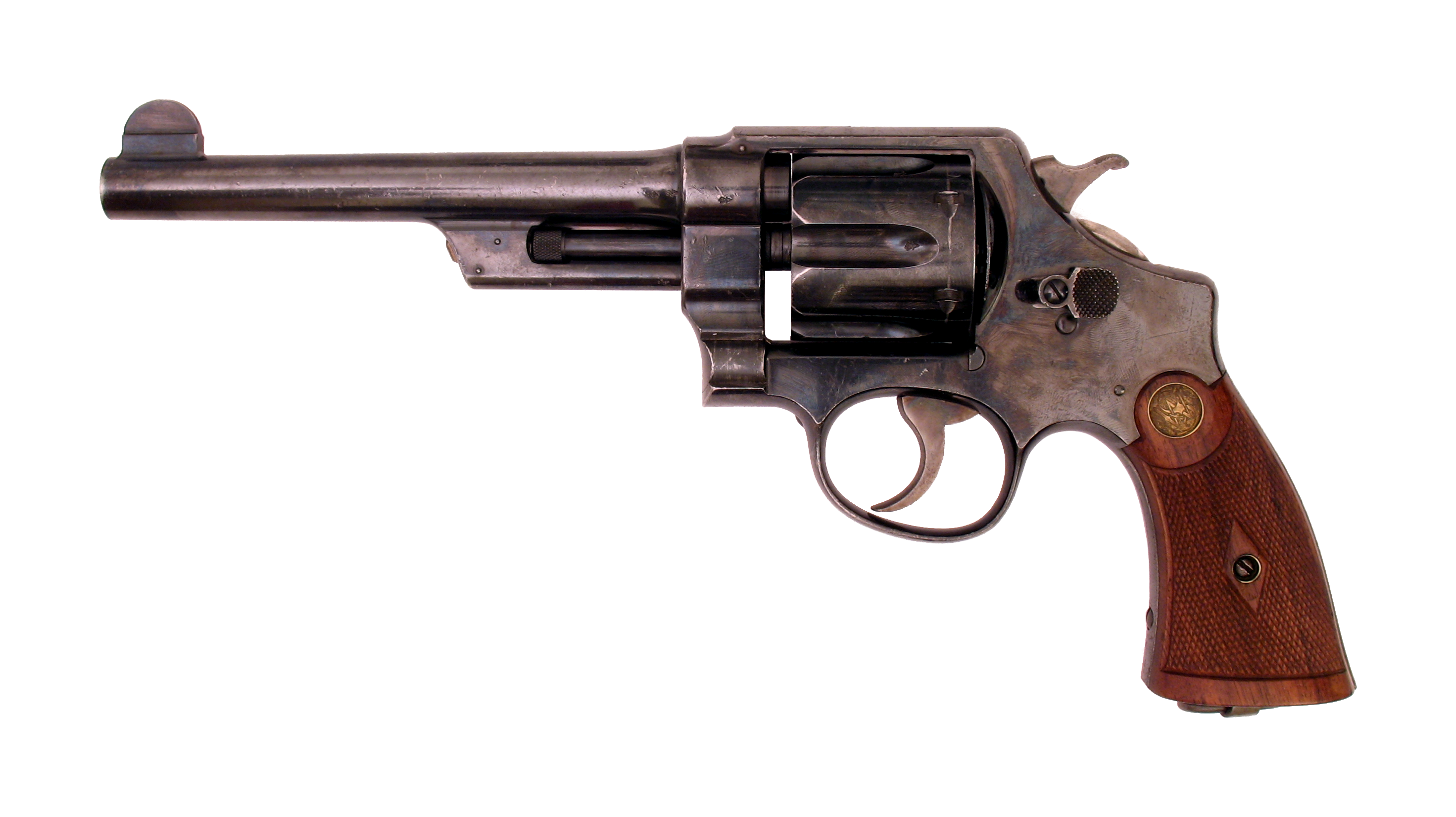
S &W .44 "New Century", forces armades angleses en la 1ª Guerra Mundial
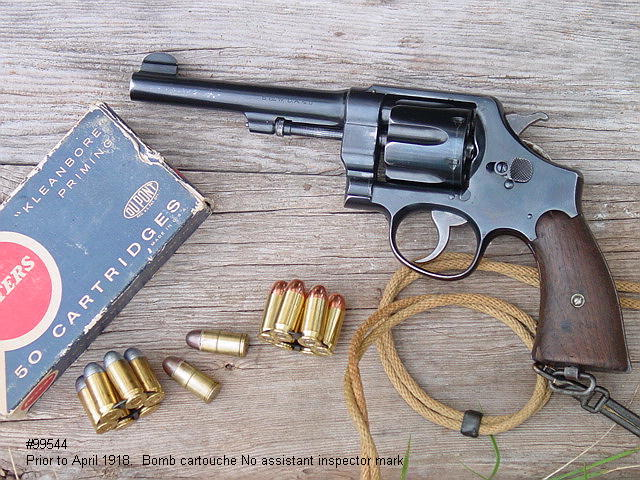
Smith & Wesson M1917 calç. 45
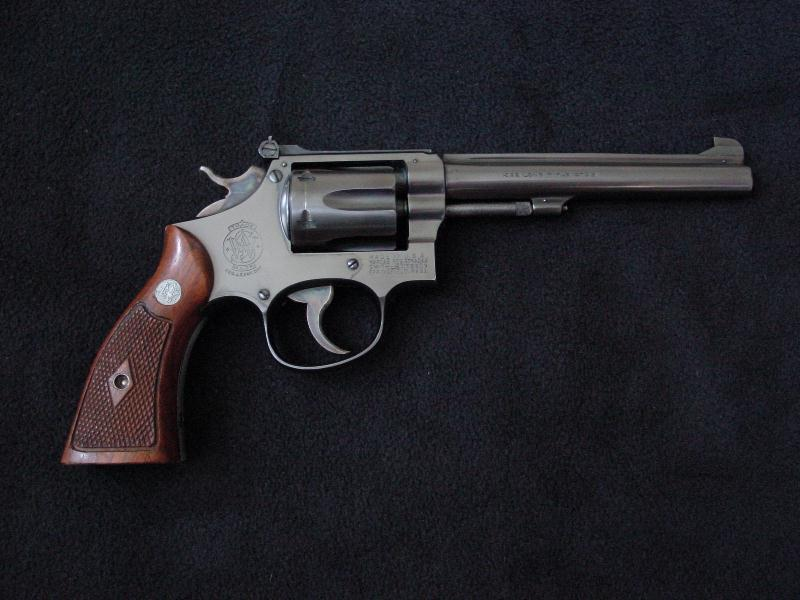
S & WK 22.
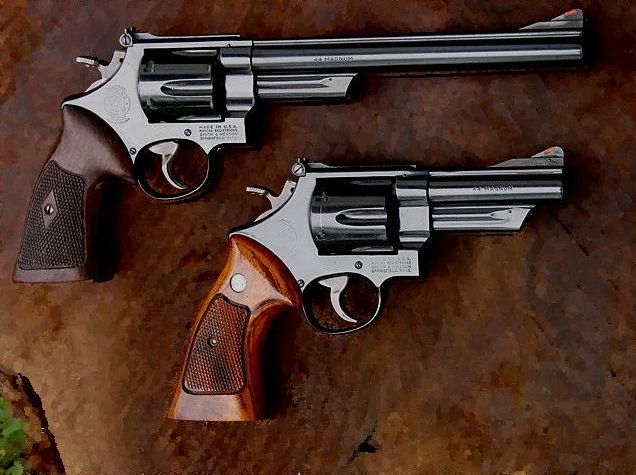
Dos revòlvers S & W Model 29,amb canó de 214 mm (a dalt) i 102 mm (baix)